# Hapalotremus albipes
Hapalotremus albipes is een spinnensoort uit de familie van de vogelspinnen (Theraphosidae). De wetenschappelijke naam van de soort werd voor het eerst geldig gepubliceerd in 1903 door Simon.

## Voorkomen
De soort komt voor in Peru en Bolivia.